# Neoromicia capensis
Neoromicia capensis е вид прилеп от семейство Гладконоси прилепи (Vespertilionidae). Видът не е застрашен от изчезване.

## Разпространение и местообитание
Разпространен е в Ангола, Бенин, Ботсвана, Бурунди, Габон, Гана, Гвинея, Гвинея-Бисау, Демократична република Конго, Екваториална Гвинея, Еритрея, Етиопия, Замбия, Зимбабве, Камерун, Кения, Кот д'Ивоар, Лесото, Либерия, Малави, Мозамбик, Намибия, Нигерия, Свазиленд, Сиера Леоне, Сомалия, Танзания, Того, Уганда, Централноафриканска република, Южен Судан и Южна Африка.
Обитава гористи местности, места със суха почва, ливади, савани, крайбрежия и плажове в райони с тропически климат, при средна месечна температура около 23,1 градуса.

## Описание
Теглото им е около 6 g.
Популацията на вида е стабилна.